# Baveno
Baveno je italská obec v provincii Verbano-Cusio-Ossola v oblasti Piemont. Leží na břehu jezera Lago Maggiore.
K 31. prosinci 2011 zde žilo 4 999 obyvatel.

## Sousední obce
Gravellona Toce, Stresa, Verbania